# Ninurta

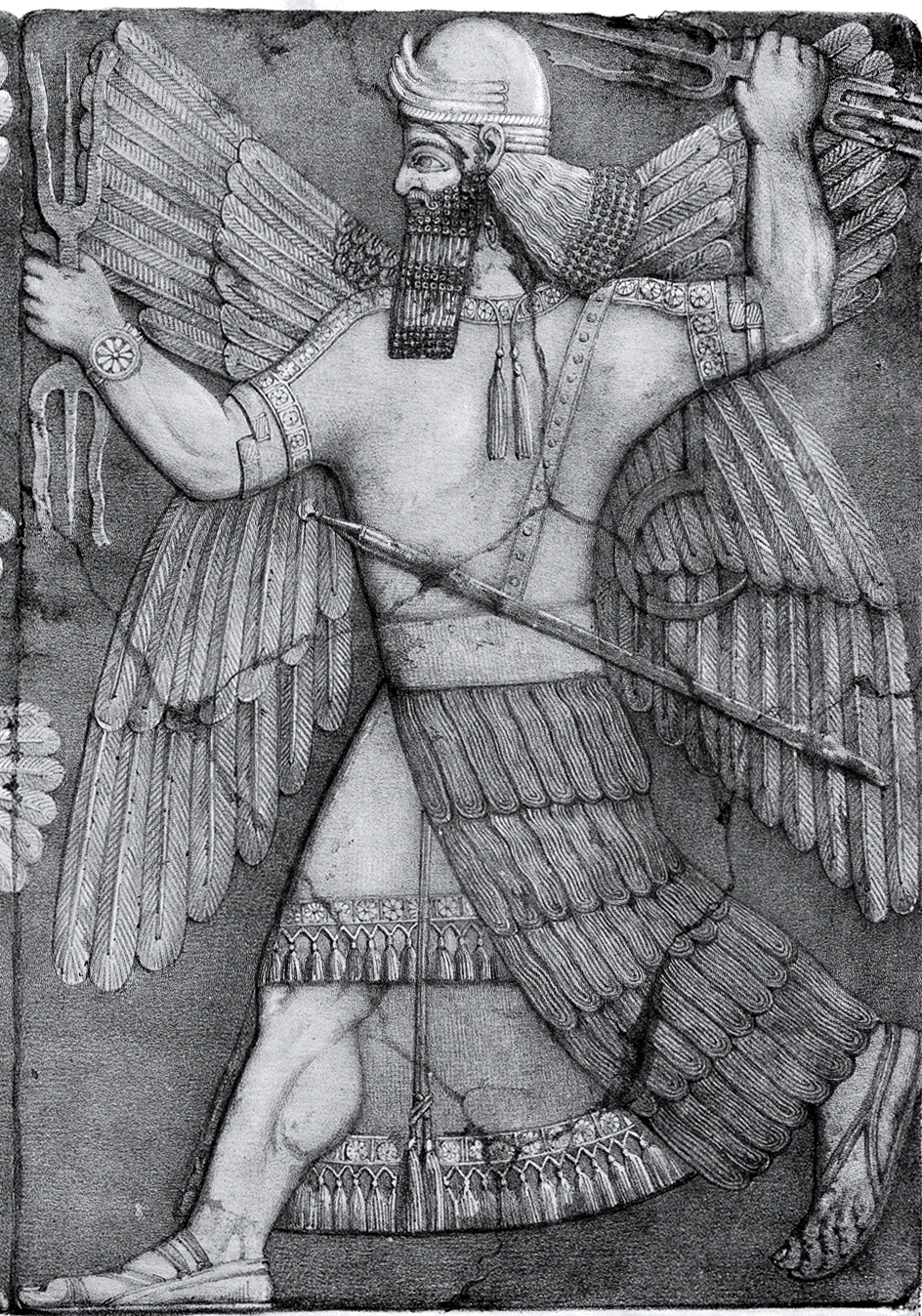
Ninurta

Ninurta var i mesopotamisk mytologi den hårda sydvindens gud och mer allmänt en krigsgud. Han var fiende till och förgörare av demonen Asag. Ninurta och Tor är möjligtvis varianter av en äldre gud, men detta är ganska spekulativt.